# Nephodia philomela
Nephodia philomela là một loài bướm đêm trong họ Geometridae.